# 니시고정
니시고정(西郷町)은 효고현 무코군에 있던 정이다. 현재의 고베시에 해당한다.

## 역사
- 1889년 4월 1일 - 정촌제 시행에 의해 우바라군 니시고촌이 성립하였다.
- 1896년 4월 1일 - 우바라군, 야타베군과 함께 무코군에 편입해 소속이 변경되었다.
- 1914년 7월 1일 - 정으로 승격해 니시고정이 되었다.
- 1929년 4월 1일 - 니시나다촌, 롯코촌과 함께 고베시에 편입되어 소멸하였다.
- 1931년 9월 1일 - 구제 시행에 의해 나다구의 일부가 되었다.